# 飯守重任
飯守 重任（いいもり しげとう、1906年8月13日 - 1980年11月5日）は、日本の裁判官。最高裁判所長官を務めた田中耕太郎の弟。

## 生涯
佐賀県出身。1930年東京帝国大学独法科卒業後、裁判官生活に入る。
1930年代に満州国司法部に移り、審判官や司法部参事官を務め、治安立法や統制経済法の立法に関与した。戦後、中国から戦犯に問われ、撫順収容所で「熱河粛正工作に於いてのみでも、中国人民解放軍に協力した愛国人民を1700名も死刑に処し、約2600名の愛国人民を無期懲役その他の重刑に処している」と手記に書いたが、日本帰国後はこれを否定した。
戦後、シベリアや中国・撫順戦犯管理所に抑留されて、1956年8月に帰国し、東京地裁判事に復職した。右派思想の持ち主であり、左翼への強硬な姿勢が目立った。
1960年には安保闘争に関わる事件の勾留理由開示公判で弁護士を法廷秩序を乱したという理由で監置した。1961年には右翼テロである嶋中事件の実行犯の背後にいると目された赤尾敏に対して東京地検が「暴力行為」「殺人・殺人未遂教唆」で勾留請求した時に「暴力行為」について勾留を認めただけで、「殺人・殺人未遂教唆」の取調べは認めず、勾留請求を却下した。その際に、「安保反対の集団的暴力の横行が事件の根本的原因で集団的暴力対策の貧困が政治テロを生んだ」という所見を発表し、最高裁から注意処分を受けた。
青法協問題に絡んで、平賀書簡問題が発生した時は平賀健太（札幌地裁所長）を擁護し、「青法協は革命団体で、最高裁は昇給のストップ、判事補は判事に昇格させないようにすべき」と主張した。
1970年12月に鹿児島地裁・家裁所長として部下の9人の裁判官に対して、「青法協をどう思っているのか」「革命的体質を持つ全司法労組の体質は合憲的かどうか」「天皇制についてどう思うか」「階級闘争は合憲か違憲か」といった思想調査につながりかねない公開質問を出した。反青法協を取っていた最高裁も同じ立場には立てず、最高裁は飯守の上司である福岡高裁長官宛てに「件の公開質問状の形式で回答を求めることは明らかに所長の職務範囲を逸脱した行為である。よって、同所長に対し公開質問状を撤回するよう伝達されたく、また質問を受けた裁判官にも質問に応ずる限りではない旨を伝達されたい」と緊急指示を出した。そして、最高裁は飯守を東京高裁判事に異動させようとすると、飯守が拒否したため、最高裁初めての措置としてただちに鹿児島地裁・家裁所長を解職して地方判事に格下げした。飯守は辞職を選び、直後に「解任されるだろうことを前提にして行動していたので、別に驚いてはいない。これからは野に下り、自由に青法協批判活動を続けていく」と述べた。
その後、1972年から京都産業大学で教授を務めた。
1975年4月に行われた東京都知事選挙では、自民党が擁立した石原慎太郎の推薦人に名を連ねた。選挙後、飯守は『経済時代』1975年5月号でこう書き記した。「美濃部氏が8年間共産主義的イデオロギーに基づいて都政を執り始め、日本の共産主義革命の将来のために貢献したことは紛れもない事実である。であればこそ石原氏は美濃部赤色都政に終止符を打ち都政への自由社会化のために決然起ったのであるが、惜しくも破れた」「美濃部氏のスマイルは婦人票に絶対に強く、石原氏の男らしさは婦人票に弱い。婦人は本性上視野が狭く政治に弱いから当然である」
撫順戦犯管理所に収容された経験をもち、中国帰国者連絡会（中帰連）のメンバーであったが、全国各地で起こったアイゼンハワー米大統領の来日反対への暴力デモの逮捕者に対し、裁判の被告の弁護士まで有罪にして収監した「飯守事件」により中帰連から除名された。
1980年11月5日、死去。

## 家族
- 実父・田中秀夫 - 佐賀藩士・田中関太郎の長男。函館地方裁判所検事正[11]
- 養父・飯守八郎 - 母方祖父
- 兄・田中耕太郎
- 妻・なな - 日向輝武と林きむ子の二女[12][13]
- 子・ロゴデザイナーの飯守恪太郎、指揮者の飯守泰次郎[1]。

## 著書
- 『護憲愛国論(時事新書)』時事通信社 1971 https://dl.ndl.go.jp/pid/11931619
- 『教育と裁判の危機』 有信堂 1972 https://dl.ndl.go.jp/pid/12015895
- 『自由国家日本憲法の本質  憲法体制の擁護を』　学術選書 1977.12 https://dl.ndl.go.jp/pid/11934201
- 『裁判と裁判所の危機 憲法解釈の容共性』 嵯峨野書院 1978.1 https://dl.ndl.go.jp/pid/12016326